# 布雷尼察河

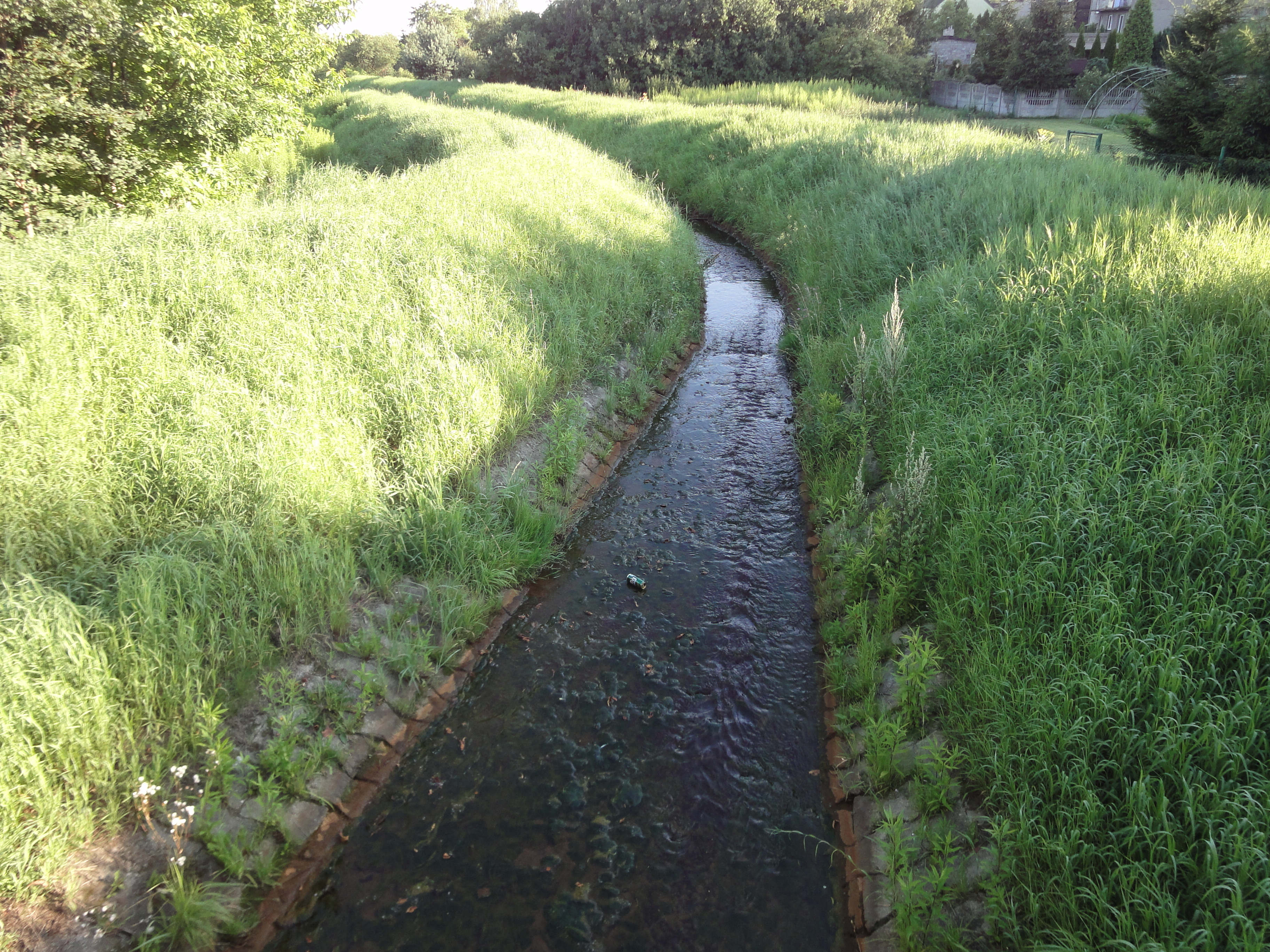

布雷尼察河是波蘭的河流，位於該國南部，處於西里西亞省，屬於普熱姆沙河的右支流，河道全長57公里，流域面積483平方公里，發源自科傑格沃維附近。
50°15′32″N 19°08′14″E / 50.2588°N 19.1373°E